# Cacic verd
El cacic verd (Psarocolius viridis) és una espècie d'ocell de la família dels ictèrids (Icteridae) que habita la selva del nord d'Amèrica del Sud, a Guaiana, meitat sud de Veneçuela, sud-est de Colòmbia, est de l'Equador, nord del Perú i del Brasil.

## Descripció
El cacic verd mascle creix fins a una longitud d'uns 43 cm i la femella uns 37 cm. El cap, el pit i l'esquena són de color verd oliva pàl·lid, les ales són de color verd grisenc i la gropa i les parts inferiors són de color castanyer. Les plomes centrals de la cua són negres i les externes grogues. El bec té la punta taronja i la base i les zones de pell adjacents són groguenques. L'iris són de color blau pàl·lid i té una cresta discreta a la part posterior del cap.

## Distribució
El cacic verd té una distribució molt àmplia en les selves tropicals de Sud-amèrica. L'àrea de distribució inclou Colòmbia, Veneçuela, Guyana, Surinam, la Guaiana Francesa, el Brasil, l'Equador, Bolívia i el Perú.

## Ecologia
Aquest ocell sol moure's per la capçada del bosc en estols d'espècies mixtes. És omnívor, i busca fruites i insectes entre les fulles i les branques. En consumir fruites senceres, actua com a dispersor de llavors. És un dels diversos ocells que segueixen petits grups de caracarà gorja-roig (Ibycter americanus) a través de la capçada. Aquest caracarà és un depredador especialitzat en nius de vespes, i s'ha observat que el cacic verd segueix el grup durant diverses hores, alimentant-se independentment i no necessàriament al mateix nivell de la capçada ni amb els mateixos elements de la dieta.
El cacic verd és un ocell gregari i colonial i construeix el niu en forma de bossa allargada que penja de les branques d'un arbre.
És una espècie polígama. Els nius dels cacics verds de vegades són parasitats pel vaquer gegant (Molothrus oryzivorus), que pon els seus ous als nius del cacic.
No es coneixen subespècies, és una espècie monotípica.